# Gerecht (Europese Unie)
Het Gerecht is gevestigd in Luxemburg en maakt deel uit van het Hof van Justitie van de Europese Unie.

## Geschiedenis
Op 24 oktober 1988 besloot de Raad tot instelling van een Gerecht van Eerste Aanleg van de Europese Gemeenschappen (nu geregeld in artikel 225 EG-Verdrag). In het EGKS-Verdrag, het EEG- Verdrag en het EGA-Verdrag (EURATOM) was reeds voorzien in de mogelijkheid een dergelijk Gerecht aan het Europese Hof van Justitie toe te voegen.
De Raad wilde hiermee het Hof in staat stellen zich te concentreren op zijn wezenlijke taak, het verzekeren van eenheid in de uitlegging van het Gemeenschapsrecht. Zeker voor zaken die een grondig onderzoek van complexe feiten vergen, werd de invoering van rechtspraak in twee instanties geacht de rechtsbescherming der justitiabelen te verbeteren.

## Samenstelling
Tot 25 december 2015 bepaalde het derde protocol bij de constituerende verdragen dat het Gerecht, net als het Hof van Justitie, één rechter per lidstaat kent (28 sinds de toetreding van Kroatië in 2013). Op die datum werd artikel 48 van het protocol aldus gewijzigd dat het aantal rechters per 25 december 2015 veertig bedraagt. Per 1 september 2016 worden het Gerecht en het Gerecht voor ambtenarenzaken samengevoegd, waarmee het aantal leden op zevenenveertig komt. Ten slotte zal het aantal leden per 1 september 2019 nog eens met negen leden verhoogd worden, zodat het Gerecht per die datum twee rechters per lidstaat kent. De hervorming was het gevolg van de toegenomen werklast van het Gerecht in combinatie met de wenselijkheid een behandeling binnen een redelijke termijn te blijven waarborgen.
De rechters worden in onderlinge overeenstemming door de Raad na raadpleging van een comité dat van advies moet dienen over de geschiktheid van de kandidaten. Zij worden voor zes jaar benoemd en kunnen worden herbenoemd. Zij kiezen uit hun midden voor drie jaar hun president en benoemen een griffier voor een mandaat van zes jaar.
De rechters oefenen hun taak volkomen onafhankelijk en onpartijdig uit.
In tegenstelling tot het Hof beschikt het Gerecht niet over permanente advocaten-generaal. Deze taak kan echter bij wijze van uitzondering aan een rechter worden opgedragen.
Het Gerecht houdt zitting in kamers van vijf of drie rechters of, in bepaalde gevallen, in enkelvoudige kamer. In juridisch ingewikkelde of belangrijke zaken kan het ook zitting houden in grote kamer (dertien rechters) of in volle samenstelling. Meer dan 80 % van de zaken die voor het Gerecht worden gebracht, worden berecht door een kamer van drie rechters.
De presidenten van de kamers van vijf rechters worden voor een periode van drie jaar gekozen uit de rechters.
Het Gerecht beschikt over een eigen griffie, maar kan voor administratieve en taalkundige ondersteuning een beroep doen op de diensten van het Hof van Justitie.

## Bevoegdheden
Het Gerecht is bevoegd om kennis te nemen van:
- Rechtstreekse beroepen, ingesteld door natuurlijke of rechtspersonen tegen handelingen van de instellingen, organen en instanties van de Europese Unie (die tot hen zijn gericht of die hen rechtstreeks en individueel raken), tegen regelgevingshandelingen (die hen rechtstreeks raken en die geen uitvoeringsmaatregelen met zich brengen) of ook tegen het nalaten van deze instellingen, organen en instanties om een besluit te nemen, bijvoorbeeld een beroep van een onderneming tegen een beschikking van de Commissie waarbij aan deze onderneming een boete is opgelegd;
- Beroepen, ingesteld door lidstaten tegen de Commissie;
- Beroepen, ingesteld door de lidstaten tegen de Raad betreffende handelingen op het gebied van staatssteun, handelspolitieke beschermingsmaatregelen („dumping") en besluiten waarmee de Raad uitvoeringsbevoegdheden uitoefent;
- Beroepen tot vergoeding van schade, veroorzaakt door de instellingen van de Europese Unie of hun personeelsleden;
- Beroepen die zijn gebaseerd op door de Europese Unie gesloten overeenkomsten, die het Gerecht uitdrukkelijk bevoegd verklaren;
- Beroepen op het gebied van het communautaire merkenrecht;
- Hogere voorzieningen, beperkt tot rechtsvragen, tegen de beslissingen van het Gerecht voor ambtenarenzaken van de Europese Unie;
- Beroepen tegen beslissingen van het Communautaire Bureau voor Plantenrassen en beslissingen van het Europees Agentschap voor chemische stoffen.

Tegen de beslissingen van het Gerecht kan binnen twee maanden een tot rechtsvragen beperkte hogere voorziening worden ingesteld bij het Hof van Justitie.

## De procedure
Het Gerecht heeft een eigen Reglement voor de procesvoering. De procedure bestaat in beginsel uit een schriftelijke en een mondelinge fase.
De schriftelijke fase
De procedure begint met een door een advocaat of gemachtigde naar de griffie gezonden schriftelijk verzoekschrift. De kernpunten van het beroep worden in een mededeling in alle officiële talen gepubliceerd in het Publicatieblad van de Europese Unie. De griffier betekent het verzoekschrift aan de tegenpartij, die over een termijn beschikt om een verweerschrift in te dienen. De verzoekende partij kan binnen een vastgestelde termijn een repliek indienen, die de verwerende partij kan beantwoorden met een dupliek.
Een ieder alsmede elk orgaan en elke instantie van de Europese Unie die of dat aannemelijk maakt belang te hebben bij de beslissing van een voor het Gerecht aanhangig gemaakt rechtsgeding, alsmede de lidstaten en de instellingen van de Europese Unie kunnen in de procedure interveniëren. De interveniënt dient een memorie in, strekkende tot ondersteuning of tot verwerping van de conclusies van een van de partijen, waarop vervolgens de partijen kunnen antwoorden. In bepaalde gevallen kan de interveniënt ook opmerkingen maken tijdens de mondelinge behandeling.
De mondelinge fase
Tijdens de mondelinge behandeling wordt een openbare terechtzitting gehouden. Tijdens deze terechtzitting kunnen de rechters vragen stellen aan de vertegenwoordigers van de partijen. In een rapport ter terechtzitting geeft de rechter-rapporteur een samenvatting van de feiten en van de argumenten die door de partijen, en eventuele interveniënten, zijn aangevoerd. Dit document wordt in de procestaal ter beschikking gesteld van het publiek.
Vervolgens beraadslagen de rechters op basis van een ontwerp-arrest, dat is opgesteld door de rechter-rapporteur, en wordt het arrest in een openbare zitting uitgesproken.
De procedure voor het Gerecht is kosteloos. De kosten van de advocaat die bevoegd is om op te treden voor een rechterlijke instantie van een lidstaat, en door wie partijen zich moeten laten vertegenwoordigen, komen daarentegen niet voor rekening van het Gerecht. Een natuurlijke persoon die de kosten van het instellen van een beroep niet kan betalen, kan echter om rechtsbijstand verzoeken.
De kortgeding-procedure
Een bij het Gerecht ingesteld beroep heeft niet tot gevolg dat de uitvoering van de bestreden handeling wordt opgeschort. Het Gerecht kan evenwel opschorting van de uitvoering van de bestreden handeling gelasten, of andere voorlopige maatregelen vaststellen.
Op een verzoek om dergelijke maatregelen beslist de president van het Gerecht, of eventueel een andere rechter, als rechter in kort geding bij een met redenen omklede beschikking.
Voorlopige maatregelen worden slechts gelast, indien aan de volgende drie voorwaarden is voldaan:
1) het beroep in de hoofdzaak moet op het eerste gezicht gegrond lijken;
2) de verzoeker moet de spoedeisendheid aantonen van de maatregelen, zonder welke hij ernstige en onherstelbare schade zou leiden;
3) de voorlopige maatregelen moeten rekening houden met de afweging van de belangen van partijen en het algemeen belang.
De beschikking heeft een voorlopig karakter, en mag niet vooruitlopen op de beslissing van het Gerecht in de hoofdzaak. Tegen de beschikking kan overigens hogere voorziening worden ingesteld bij het Hof van Justitie.
De versnelde procedure
Deze procedure stelt het Gerecht in staat snel uitspraak te doen in zaken die als bijzonder spoedeisend worden beschouwd.
Zowel de verzoekende als de verwerende partij kan om een versnelde procedure verzoeken.
Het talenregime
De taal van het verzoekschrift wordt de procestaal van de zaak. Dit kan een van de 23 officiële talen van de Europese Unie zijn (onverminderd de toepassing van bijzondere bepalingen).
De pleidooien en vragen en antwoorden tijdens de mondelinge fase van de procedure worden, al naargelang de behoeften, simultaan getolkt in verschillende officiële talen van de Europese Unie. De rechters beraadslagen onderling, zonder tolk, in een gemeenschappelijke taal, traditioneel het Frans.

## President
Marc van der Woude is president sinds 27 september 2019. Hij volgde Marc Jaeger op die sedert 17 september 2007 president was. Van der Woude is rechter in het Gerecht sinds 13 september 2010.